# Tom Rojo Poller
Tom Rojo Poller (* 1978 in Osnabrück) ist ein deutscher Komponist.

## Künstlerischer Werdegang
Poller studierte Komposition in Detmold als Jungstudent an der HfM, in London am Royal College of Music und bei Walter Zimmermann an der Universität der Künste Berlin, an der er auch das Diplom und Meisterschüler-Diplom ablegte. Daneben absolvierte er einen Magisterstudiengang in Germanistik, Philosophie und Musikwissenschaft an der Humboldt-Universität Berlin.
Seine Werke wurden im In- und Ausland durch verschiedene Ensembles aufgeführt. Eine besonders enge Zusammenarbeit verbindet ihn mit dem Ensemble Adapter, mit dem zusammen die Porträt-CD „gehen“ entstand.

## Musik
Pollers Musik entsteht oft in der Auseinandersetzung mit theoretischen und konzeptuellen Fragestellungen, wobei die sinnliche Erfahrbarkeit des klingenden Phänomens Musik dabei stets im Mittelpunkt steht. Besonders beschäftigen ihn die Thematiken „Zeit“ sowie das Verhältnis von Musik und Sprache.
Jüngere Arbeiten verfolgen einen Ansatz, der außer- und fremdmusikalisches Material erkennbar in die Werkstruktur zu integrieren versucht; so entstanden Werke, die auf Tondokumenten Strawinskys und Schönbergs oder auch auf Lesungen von Texten Alexander Kluges basieren.
Neben der Tradition abendländischer Musik (und hier vor allem ihren weniger bekannten Seiten wie etwa die Ars subtilior) ist Poller auch durch außereuropäische Musik und andere zeitgenössische Musikpraktiken wie z. B. Elektromusik beeinflusst. So nahm er 2006 am interkulturellen Projekt „global interplay“ teil, 2013 entstand ein Stück, das auf koreanischer Sanjo-Musik basiert, und für das Berliner Techno-Projekt Brandt Brauer Frick komponierte Poller einen Remix des Tracks Caffeine für akustisches Ensemble.

## Auszeichnungen und Stipendien
- 2013 Villa Aurora, Los Angeles
- 2012 Deutsche Akademie Rom/Casa Baldi
- 2011 Elsa-Naumann-Stipendium
- 2010 Künstlerhäuser Lukas und Schloss Wiepersdorf
- 2009 Cité des Arts Paris
- 2002 Gasag-Nachwuchspreis
- Kompositionsstipendien des Berliner Senats[5]

## Werkauswahl
- Music by Numbers 1 (Stravinsky Rework), 2 (Schoenberg Rework) und 3 (Schoenvinsky Rework) (2013)
- OH SOLITUDE | O O I U E nach Henry Purcell (2013)
- Rescattered Melodies - Sanjo Remix (2013)
- Das tastende Ohr, Video (2013)
- Über-Schreib-Maschine, Musiktheaterminiatur nach Franz Kafkas Brief an den Vater (2012)
- Sprech-Maschine | Ur-Geräusch, Hörstück nach einem Text von Rainer Maria Rilke (2012)
- DIE UNHEIMLICHKEIT DER ZEIT nach Alexander Kluge (2011/12)
- CAN FEE IF (Caffeine-Remix) (2011)
- Raudau um K. nach einem Hörspiel von Walter Benjamin (2010)
- Steinhof für Orchester in vier Sektionen (2010)
- El jardín de senderos que se bifurcan [Der Garten der Wege, die sich verzweigen] nach Jorge Luis Borges (2008/09)
- Hyperborea (2007)
- Gehen nach Thomas Bernhard (2006)
- Aporie (Über die Zeit) nach einem Gedicht von Durs Grünbein (2006)
- Arboretum (2005)
- Constellatio splendens (2005)
- Nomoi (2004)
- Motetus (2004)[6]